# سیارک ۱۹۴۱۱
سیارک ۱۹۴۱۱ (به انگلیسی: 19411 Collinarnold، نامگذاری:1998FJ22) نوزده هزار و چهارصد و یازدهمین سیارک کشف شده‌است که در ۲۰ مارس ۱۹۹۸ کشف شد.
قدر مطلق سیارک برابر ۱۳.۵ است.